# 305 aC
El 305 aC va ser un any del calendari romà prejulià. A la República i a l'Imperi Romà es coneixia com l'Any del Consolat de Megel i Augurí (o també any 449 ab urbe condita). La denominació «305 aC» per a aquest any s'ha emprat des de l'edat mitjana, quan el calendari Anno Domini va ser el mètode prevalent a Europa per a anomenar els anys.

## Esdeveniments

### Antiga Grècia. ElsDiàdocs
- Establiment de la dinastia Ptolemaica. Ptolemeu I es proclama faraó d'Egipte, i és acceptat pels egipcis.[2]
- Fundació de l'Imperi Selèucida. Seleuc I Nicàtor es proclama rei i funda la seva capital Selèucia al costat del riu Tigris.[3]
- Setge de Rodes. Demetri Poliorceta, fill d'Antígon Monoftalm, posa setge a l'illa de Rodes per intentar sostreure-la de l'aliança amb Egipte. El setge és un dels més memorables de la història i allà guanya el renom de «Poliorceta» (‘assetjador de ciutats’). Les màquines de setge, entre elles una anomenada helèpolis (‘conqueridora de ciutats’), es veuen per primer cop. El setge va durar un any, fins al 304 aC, sense que arribés a conquerir-la.[4]
- Arquidam IV és proclamat rei d'Esparta a la mort del seu pare Eudàmides I.[5]

### Sicília
- Agàtocles signa un acord de pau amb Cartago, on renuncia a la seva influència a l'illa. Derrota els que s'havien rebel·lat, es reconcilia amb Dinòcrates i inicia la consolidació del seu poder a la Sicília grega.[6]

### Antiga Roma
- Aquest any són elegits cònsols Luci Postumi Megel i Tiberi Minuci Augurí.[7]
- Megel derrota els samnites en la batalla de Boviànum i conquereix la ciutat de Boviànum. En la seva marxa Megel i el seu col·lega Augurí recuperen Sora i Arpinium a la vall del Liris, i Cerènnia o Cesènia, d'ubicació desconeguda. Titus Livi diu que li van ser concedits els honors del triomf cosa que no es menciona als Fasti.[8][9]
- Tiberi Minuci Augurí cau ferit durant la conquesta de Boviànum, i poc després mor a la ciutat conquerida. És elegit cònsol sufecte Marc Fulvi Curi Petí.[10]

## Naixements
- Zou Yan, astròleg, geògraf, escriptor i filòsof de l’època final del Període dels Regnes Combatents.[11]